# Okopy (województwo podlaskie)
Okopy – wieś w Polsce położona w województwie podlaskim, w powiecie sokólskim, w gminie Suchowola.
Wieś znana jest jako miejsce urodzenia błogosławionego księdza Jerzego Popiełuszki.
Wierni kościoła rzymskokatolickiego należą do parafii św. Apostołów Piotra i Pawła w Suchowoli.

## Historia
Wieś powstała w XVI wieku w czasie zasiedlania Puszczy Nowodworskiej, należała do ekonomii grodzieńskiej. Nazwa wsi odnosi się do kurhanów średniowiecznych, zwanych przez miejscową ludność okopami.
W końcu XVIII wieku była to wieś królewska ekonomii grodzieńskiej położona w powiecie grodzieńskim województwa trockiego Wielkiego Księstwa Litewskiego.
W latach 1975–1998 miejscowość położona była w województwie białostockim.
List intencyjny w sprawie powołania Muzeum Ks. Jerzego Popiełuszki w Okopach – Oddział Muzeum Podlaskiego w Białymstoku podpisali 25.06.2020 r. w Warszawie w obecności ministra kultury i dziedzictwa narodowego prof. Piotra Glińskiego oraz marszałka województwa podlaskiego, Artura Kosickiego, przedstawiciel Fundacji im. ks. Jerzego Popiełuszko „Dobro” Józef Popiełuszko oraz dyrektor Muzeum Podlaskiego w Białymstoku Waldemar Wilczewski.
22 grudnia 2020 r. w Warszawie odbyło się spotkanie poświęcone budowie muzeum błogosławionego księdza Jerzego Popiełuszki w Okopach, którego celem będzie gromadzenie, przechowywanie, opracowanie i udostępnianie materiałów związanych z życiem działalnością i spuścizną błogosławionego księdza Jerzego Popiełuszki oraz prowadzenie badań naukowych i działań edukacyjnych poświęconych życiu kapłana. Wziął w nim udział wicepremier Jarosław Kaczyński.

## Zabytki
- Dom, w którym urodził się ks. Jerzy Popiełuszko
- Pomnik – głaz z tablicą poświęconą księdzu Jerzemu oraz kapliczka
- Duży, drewniany krzyż, drewniane krzyże rzeźbiarza z Okopów – Piotra Radkiewicza[12]
- Duży pomnik upamiętniający II wojnę światową znajdujący się za domem ks. J. Popiełuszki
- Dwa kurhany w pobliżu wsi oraz kilka zabytkowych krzyży wotywnych

## Inne
Najstarsze pokolenie mieszkańców wsi Okopy i jej okolic w codziennych kontaktach używa gwary języka białoruskiego z naleciałościami zapożyczonymi z języka polskiego. W opracowaniach dotyczących biografii księdza Jerzego Popiełuszki, którego pierwszym językiem, według niektórych źródeł – była „mowa prosta”, można spotkać się z różnymi nazwami tego dialektu, takimi jak: podlaska gwara białoruska, polsko-białoruski dialekt, bądź język polski, ale z dużymi białoruskimi naleciałościami. Sami mieszkańcy wsi określają swój język mianem prostego (będącego samodzielnym historycznym językiem Wielkiego Księstwa Litewskiego, którego zasięg w dużym stopniu pokrywał się z granicami WKL) bądź tutejszego. Z perspektywy dialektologicznej nazywani są oni terminem białoruskojęzycznych katolików bądź Białorusinami Sokólszczyzny. Mimo to nie wykształcili oni białoruskiej świadomości narodowej i w pełni utożsamiają się z narodem polskim. Pojęcie polskości w tym przypadku stało się synonimem katolicyzmu. Więź religijna białoruskojęzycznych mieszkańców wsi Okopy, jak i jej okolic okazała się silniejsza od więzi językowej i dlatego zdecydowała o włączeniu się tej społeczności w skład polskiej wspólnoty narodowej. Współcześnie, wspomnianą powyżej, białoruską gwarę mieszkańców wsi Okopy uznać należy za pozostającą na granicy wymarcia, gdyż umiejętność posługiwania się nią ograniczona jest do grupy osób w podeszłym wieku i nie jest ona przekazywana młodszym pokoleniom.